# Seznam dílů seriálu Doktoři z Počátků
Toto je seznam dílů seriálu Doktoři z Počátků. Původní český televizní seriál Doktoři z Počátků z lékařského a vesnického prostředí byl vysílán od 25. června 2013 do 11. ledna 2016 na TV Nova.

## Přehled řad
| Řada | Díly | Premiéra        | Premiéra         |
| Řada | Díly | První díl       | Poslední díl     |
| ---- | ---- | --------------- | ---------------- |
| 1    | 32   | 25. června 2013 | 8. prosince 2013 |
| 2    | 23   | 19. ledna 2014  | 29. června 2014  |
| 3    | 31   | 25. srpna 2014  | 8. prosince 2014 |
| 4    | 33   | 12. ledna 2015  | 15. června 2015  |
| 5    | 17   | 23. září 2015   | 11. ledna 2016   |

## Seznam dílů

### První řada (2013)
| Č. v seriálu | Č. v řadě | Název                           | Režie               | Scénář                                       | Datum premiéry     | Sledovanost (v mil.) |
| ------------ | --------- | ------------------------------- | ------------------- | -------------------------------------------- | ------------------ | -------------------- |
| 1            | 1         | Kudy ven                        | Jiří Chlumský       | Lucie Paulová a David Litvák                 | 25. června 2013    | 2,276                |
| 2            | 2         | Dobré úmysly                    | Jiří Chlumský       | Lucie Paulová a David Litvák                 | 27. června 2013    | 1,964                |
| 3            | 3         | Pokušení                        | Jiří Chlumský       | Lucie Paulová a David Litvák                 | 2. července 2013   | 1,586                |
| 4            | 4         | Rozhodnutí                      | Jiří Chlumský       | Lucie Paulová a David Litvák                 | 4. července 2013   | 1,298                |
| 5            | 5         | Madona z Počátků                | Jiří Chlumský       | Lucie Paulová, Jonáš Paul a Lucie Konášová   | 9. července 2013   | 1,456                |
| 6            | 6         | Hřbitovní kvítí                 | Jiří Chlumský       | Lucie Paulová a David Litvák                 | 11. července 2013  | 1,543                |
| 7            | 7         | Velikonoční koleda              | Jiří Chlumský       | Lucie Paulová a David Litvák                 | 16. července 2013  | 1,476                |
| 8            | 8         | Věc veřejná                     | Jiří Chlumský       | Lucie Paulová a David Litvák                 | 18. července 2013  | 1,408                |
| 9            | 9         | Je to tvoje věc                 | Libor Kodad         | Lucie Paulová a Lucie Konášová               | 23. července 2013  | 1,416                |
| 10           | 10        | Kdo nedělá, neslaví!            | Libor Kodad         | Lucie Paulová a David Litvák                 | 25. července 2013  | 1,388                |
| 11           | 11        | Tak na zdraví!                  | Libor Kodad         | Lucie Paulová a Lucie Konášová               | 30. července 2013  | 1,480                |
| 12           | 12        | Za špatný konec                 | Libor Kodad         | Lucie Paulová a Jiří Vaněk                   | 1. srpna 2013      | 1,413                |
| 13           | 13        | Kouzelná krabička zasahuje!     | Libor Kodad         | Lucie Paulová a Lucie Konášová               | 6. srpna 2013      | 1,363                |
| 14           | 14        | Odhalení                        | Libor Kodad         | Lucie Paulová a Lucie Konášová               | 8. srpna 2013      | 1,440                |
| 15           | 15        | Nejpádnější argumenty           | Libor Kodad         | Lucie Paulová, Lucie Konášová a David Litvák | 13. srpna 2013     | 1,578                |
| 16           | 16        | O hmyzu a jiné otravné havěti   | Libor Kodad         | Lucie Paulová a David Litvák                 | 15. srpna 2013     | 1,613                |
| 17           | 17        | Minulost za milión              | Jana Rezková        | Lucie Paulová a David Litvák                 | 25. srpna 2013     | 1,675                |
| 18           | 18        | Pozítří moudřejší předvčerejška | Jana Rezková        | Lucie Paulová, Lucie Konášová a David Litvák | 1. září 2013       | 1,743                |
| 19           | 19        | O rodičích a dětech             | Jana Rezková        | Lucie Paulová, Jiří Vaněk a David Litvák     | 8. září 2013       | 1,731                |
| 20           | 20        | Tradice dle Potěmkina           | Jana Rezková        | Lucie Paulová a David Litvák                 | 15. září 2013      | 1,689                |
| 21           | 21        | Divná holka                     | Jana Rezková        | Lucie Paulová, Lucie Konášová a David Litvák | 22. září 2013      | 1,855                |
| 22           | 22        | Funus za milión                 | Jana Rezková        | Lucie Paulová, Jiří Vaněk a David Litvák     | 29. září 2013      | 1,607                |
| 23           | 23        | Hodná, zlá a sobecká            | Jana Rezková        | Lucie Paulová a David Litvák                 | 6. října 2013      | 1,566                |
| 24           | 24        | Sex, pravda a intriky           | Jana Rezková        | Lucie Paulová, Lucie Konášová a David Litvák | 13. října 2013     | 1,643                |
| 25           | 25        | Josefčin styl                   | Magdaléna Pivoňková | Lucie Paulová, Jiří Vaněk a David Litvák     | 20. října 2013     | 1,535                |
| 26           | 26        | Politika pro každého            | Magdaléna Pivoňková | Lucie Paulová a David Litvák                 | 27. října 2013     | 1,362                |
| 27           | 27        | Plány zlé a ještě horší         | Magdaléna Pivoňková | Lucie Paulová, Lucie Konášová a David Litvák | 3. listopadu 2013  | 1,644                |
| 28           | 28        | Vesnice prolhaných              | Magdaléna Pivoňková | Lucie Paulová, Jiří Vaněk a David Litvák     | 10. listopadu 2013 | 1,498                |
| 29           | 29        | Konečný krach                   | Libor Kodad         | Lucie Paulová, Jiří Vaněk a David Litvák     | 17. listopadu 2013 | 1,569                |
| 30           | 30        | Lidi umí překvapit              | Libor Kodad         | Lucie Paulová, Lucie Konášová a David Litvák | 24. listopadu 2013 | 1,627                |
| 31           | 31        | Panenka vs. sedmá velmoc        | Libor Kodad         | Lucie Paulová a David Litvák                 | 1. prosince 2013   | 1,559                |
| 32           | 32        | Oko za oko                      | Libor Kodad         | Lucie Paulová a David Litvák                 | 8. prosince 2013   | 1,535                |

### Druhá řada (2014)
| Č. v seriálu | Č. v řadě | Název                       | Režie        | Scénář                                                      | Datum premiéry  | Sledovanost (v mil.) |
| ------------ | --------- | --------------------------- | ------------ | ----------------------------------------------------------- | --------------- | -------------------- |
| 33           | 1         | Jedna svatba, jeden pohřeb  | Jana Rezková | Lucie Paulová a David Litvák                                | 19. ledna 2014  | 1,699                |
| 34           | 2         | Loučení s Milošem           | Jana Rezková | Lucie Paulová, Jiří Vaněk a David Litvák                    | 26. ledna 2014  | 1,539                |
| 35           | 3         | Návraty a zvraty            | Jana Rezková | Lucie Paulová, Jiří Vaněk a David Litvák                    | 2. února 2014   | 1,502                |
| 36           | 4         | Tajnosti a intriky          | Jana Rezková | Lucie Paulová a David Litvák                                | 9. února 2014   | 1,538                |
| 37           | 5         | Velká sláva                 | Libor Kodad  | Lucie Paulová, Jiří Vaněk a David Litvák                    | 16. února 2014  | 1,552                |
| 38           | 6         | Velká deziluze              | Libor Kodad  | Lucie Paulová, Jiří Vaněk a David Litvák                    | 23. února 2014  | 1,595                |
| 39           | 7         | Ukradené odhalení           | Libor Kodad  | Lucie Paulová a David Litvák                                | 2. března 2014  | 1,515                |
| 40           | 8         | Když dva jsou tři           | Libor Kodad  | Lucie Paulová a David Litvák                                | 9. března 2014  | 1,507                |
| 41           | 9         | Férovka se koná             | Jana Rezková | Lucie Paulová, Jiří Vaněk a David Litvák                    | 16. března 2014 | 1,572                |
| 42           | 10        | V Počátkách opět a poprvé   | Jana Rezková | Lucie Paulová, Marek Hlavica a David Litvák                 | 23. března 2014 | 1,625                |
| 43           | 11        | Herecký výkon               | Jana Rezková | Lucie Paulová, Jan J. Vaněk a David Litvák                  | 30. března 2014 | 1,532                |
| 44           | 12        | Falešný důkaz               | Jana Rezková | Lucie Paulová, Jiří Vaněk a David Litvák                    | 6. dubna 2014   | 1,508                |
| 45           | 13        | Falešní hráči               | Libor Kodad  | Lucie Paulová, Jiří Vaněk a David Litvák                    | 13. dubna 2014  | 1,541                |
| 46           | 14        | Hledání ztraceného vztahu   | Libor Kodad  | Lucie Paulová, Katharina Schmitt a David Litvák             | 27. dubna 2014  | 1,468                |
| 47           | 15        | Nezájem                     | Libor Kodad  | Lucie Paulová, Marek Hlavica a David Litvák                 | 4. května 2014  | 1,419                |
| 48           | 16        | Výlety a úlety              | Libor Kodad  | Lucie Paulová, Jiří Vaněk a David Litvák                    | 11. května 2014 | 1,312                |
| 49           | 17        | O zmařených plánech         | Jana Rezková | Lucie Paulová, Jonáš Paul, Katharina Schmitt a David Litvák | 18. května 2014 | 1,279                |
| 50           | 18        | Sladké a hořké              | Jana Rezková | Lucie Paulová, Jonáš Paul, Jiří Vaněk a David Litvák        | 25. května 2014 | 1,345                |
| 51           | 19        | Bramborová omluva           | Jana Rezková | Lucie Paulová, Jonáš Paul, Marek Hlavica a David Litvák     | 1. června 2014  | 1,478                |
| 52           | 20        | Počátecký smír              | Jana Rezková | Lucie Paulová, Jonáš Paul, Jiří Vaněk a David Litvák        | 8. června 2014  | 1,238                |
| 53           | 21        | Divá Bára                   | Libor Kodad  | Lucie Paulová, Jonáš Paul a David Litvák                    | 15. června 2014 | 1,414                |
| 54           | 22        | S minulostí v zádech        | Libor Kodad  | Lucie Paulová, Jonáš Paul, Marek Hlavica a David Litvák     | 22. června 2014 | 1,373                |
| 55           | 23        | Balada o počáteckém praseti | Libor Kodad  | Lucie Paulová, Jonáš Paul, Jiří Vaněk a David Litvák        | 29. června 2014 | 1,182                |

### Třetí řada (2014)
| Č. v seriálu | Č. v řadě | Název                                 | Režie        | Scénář                                                      | Datum premiéry     | Sledovanost (v mil.) |
| ------------ | --------- | ------------------------------------- | ------------ | ----------------------------------------------------------- | ------------------ | -------------------- |
| 56           | 1         | Masopust patří maskám                 | Libor Kodad  | Lucie Paulová, Jonáš Paul, Katharina Schmitt a David Litvák | 25. srpna 2014     | 1,040                |
| 57           | 2         | Vylučovací metoda sblížení            | Jana Rezková | Lucie Paulová, Jonáš Paul, Katharina Schmitt a David Litvák | 27. srpna 2014     | 1,024                |
| 58           | 3         | Comeback                              | Jana Rezková | Lucie Paulová, Jonáš Paul, Jiří Vaněk a David Litvák        | 1. září 2014       | 1,054                |
| 59           | 4         | Plány a pikle                         | Jana Rezková | Lucie Paulová, Jonáš Paul, Marek Hlavica a David Litvák     | 3. září 2014       | 0,904                |
| 60           | 5         | Překvapení s překvapením              | Jana Rezková | Lucie Paulová, Jonáš Paul a David Litvák                    | 8. září 2014       | 1,037                |
| 61           | 6         | Bojovky a soukromé bitvy              | Libor Kodad  | Lucie Paulová, Jonáš Paul, Jiří Vaněk a David Litvák        | 11. září 2014      | 0,992                |
| 62           | 7         | Problémy terapie                      | Libor Kodad  | Lucie Paulová, Jonáš Paul, Katharina Schmitt a David Litvák | 15. září 2014      | 1,042                |
| 63           | 8         | Hledá se řešení                       | Libor Kodad  | Lucie Paulová, Jonáš Paul, Marek Hlavica a David Litvák     | 17. září 2014      | 1,025                |
| 64           | 9         | Výlety                                | Libor Kodad  | Lucie Paulová, Jonáš Paul, Rudolf Král a David Litvák       | 22. září 2014      | 1,008                |
| 65           | 10        | Nevítaná péče                         | Jana Rezková | Lucie Paulová, Jonáš Paul, Rudolf Král a David Litvák       | 24. září 2014      | 1,024                |
| 66           | 11        | Nové radosti, staré komplikace        | Jana Rezková | Lucie Paulová, Jonáš Paul, Jiří Vaněk a David Litvák        | 29. září 2014      | 1,073                |
| 67           | 12        | Všechno je jinak                      | Jana Rezková | Lucie Paulová, Jonáš Paul, Marek Hlavica a David Litvák     | 1. října 2014      | 1,072                |
| 68           | 13        | Uzavírání kapitol                     | Jana Rezková | Lucie Paulová, Jonáš Paul a David Litvák                    | 6. října 2014      | 1,078                |
| 69           | 14        | Před cestu daleko                     | Jana Rezková | Lucie Paulová, Jonáš Paul, Jiří Vaněk a David Litvák        | 8. října 2014      | 1,027                |
| 70           | 15        | Skutečný poklad                       | Jana Rezková | Lucie Paulová, Jonáš Paul, Marek Hlavica a David Litvák     | 13. října 2014     | 1,096                |
| 71           | 16        | V poslední chvíli                     | Libor Kodad  | Lucie Paulová a David Litvák                                | 15. října 2014     | 1,023                |
| 72           | 17        | Nález ztraceného času                 | Libor Kodad  | Lucie Paulová, Jonáš Paul, Rudolf Král a David Litvák       | 20. října 2014     | 1,183                |
| 73           | 18        | Otův nový bratr                       | Libor Kodad  | Lucie Paulová, Jonáš Paul, Jiří Vaněk a David Litvák        | 22. října 2014     | 1,150                |
| 74           | 19        | Alternativní terapie                  | Libor Kodad  | Lucie Paulová, Jonáš Paul, Rudolf Král a David Litvák       | 27. října 2014     | 1,056                |
| 75           | 20        | Konce a začátky a nečestné prostředky | Libor Kodad  | Lucie Paulová, Jonáš Paul, Marek Hlavica a David Litvák     | 29. října 2014     | 1,083                |
| 76           | 21        | Soudy a předsudky                     | Libor Kodad  | Lucie Paulová, Jonáš Paul, Jiří Vaněk a David Litvák        | 3. listopadu 2014  | 1,029                |
| 77           | 22        | Malé velké bílé lži                   | Libor Kodad  | Lucie Paulová, Jonáš Paul, Jiří Vaněk a David Litvák        | 5. listopadu 2014  | 1,043                |
| 78           | 23        | Ženské války                          | Libor Kodad  | Lucie Paulová, Jonáš Paul, Marek Hlavica a David Litvák     | 10. listopadu 2014 | 1,078                |
| 79           | 24        | Uzavírání kapitol                     | Libor Kodad  | Lucie Paulová, Jonáš Paul, Jiří Vaněk a David Litvák        | 12. listopadu 2014 | 1,126                |
| 80           | 25        | Tajná mise                            | Libor Kodad  | Lucie Paulová, Jonáš Paul, Jiří Vaněk a David Litvák        | 17. listopadu 2014 | 1,176                |
| 81           | 26        | Nedobří lidé ještě žijí               | Libor Kodad  | Lucie Paulová, Jonáš Paul, Jiří Vaněk a David Litvák        | 19. listopadu 2014 | 1,152                |
| 82           | 27        | Šmejdi znovu na scéně                 | Libor Kodad  | Lucie Paulová, Jonáš Paul, Jiří Vaněk a David Litvák        | 24. listopadu 2014 | 1,154                |
| 83           | 28        | V týlu nepřítele                      | Jana Rezková | Lucie Paulová, Jonáš Paul, Jiří Vaněk a David Litvák        | 26. listopadu 2014 | 1,115                |
| 84           | 29        | Smilnění vs. smilování                | Jana Rezková | Lucie Paulová, Marek Hlavica a David Litvák                 | 1. prosince 2014   | 1,011                |
| 85           | 30        | Tajemství kozího chlívku              | Jana Rezková | Lucie Paulová, Jonáš Paul, Rudolf Král a David Litvák       | 3. prosince 2014   | 1,148                |
| 86           | 31        | Loupežné spiknutí                     | Jana Rezková | Lucie Paulová, Jonáš Paul, René Decastelo a David Litvák    | 8. prosince 2014   | 1,318                |

### Čtvrtá řada (2015)
| Č. v seriálu | Č. v řadě | Název                               | Režie        | Scénář                                                   | Datum premiéry  | Sledovanost (v mil.) |
| ------------ | --------- | ----------------------------------- | ------------ | -------------------------------------------------------- | --------------- | -------------------- |
| 87           | 1         | Zápasy osobní, bitva obecní         | Jana Rezková | Lucie Paulová, Jonáš Paul, Marek Hlavica a David Litvák  | 12. ledna 2015  | 1,118                |
| 88           | 2         | Návraty                             | Jana Rezková | Lucie Paulová, Jonáš Paul a David Litvák                 | 14. ledna 2015  | 1,206                |
| 89           | 3         | Překvapení, překvapení!             | Libor Kodad  | Lucie Paulová, Jonáš Paul a David Litvák                 | 19. ledna 2015  | 0,998                |
| 90           | 4         | Konce a začátky                     | Libor Kodad  | Lucie Paulová, Jonáš Paul, Jiří Vaněk a David Litvák     | 21. ledna 2015  | 1,060                |
| 91           | 5         | O doktora více                      | Libor Kodad  | Lucie Paulová, Jonáš Paul, René Decastelo a David Litvák | 26. ledna 2015  | 1,025                |
| 92           | 6         | Série nešťastných událostí          | Libor Kodad  | Lucie Paulová, Jonáš Paul, Jiří Vaněk a David Litvák     | 28. ledna 2015  | 1,044                |
| 93           | 7         | Kukuška                             | Libor Kodad  | Lucie Paulová, Jonáš Paul, Rudolf Král a David Litvák    | 2. února 2015   | 0,993                |
| 94           | 8         | Druhé šance                         | Libor Kodad  | Lucie Paulová, Jonáš Paul, René Decastelo a David Litvák | 4. února 2015   | 1,151                |
| 95           | 9         | Ve stínu pohromy                    | Jana Rezková | Lucie Paulová, Jonáš Paul, René Decastelo a David Litvák | 9. února 2015   | 0,934                |
| 96           | 10        | Černé dušičky                       | Jana Rezková | Lucie Paulová, Jonáš Paul, Jiří Vaněk a David Litvák     | 11. února 2015  | 1,080                |
| 97           | 11        | Změna plánu                         | Jana Rezková | Lucie Paulová, Jonáš Paul, Jiří Vaněk a David Litvák     | 16. února 2015  | 0,955                |
| 98           | 12        | Nabídka, pobídka, hrozba            | Jana Rezková | Lucie Paulová, Jonáš Paul, Rudolf Král a David Litvák    | 18. února 2015  | 1,120                |
| 99           | 13        | Zranění                             | Jana Rezková | Lucie Paulová, Jonáš Paul, René Decastelo a David Litvák | 23. února 2015  | 1,033                |
| 100          | 14        | Každý problém má své řešení         | Jana Rezková | Lucie Paulová, Jonáš Paul a David Litvák                 | 25. února 2015  | 1,064                |
| 101          | 15        | Pouta rodinná a jiná                | Libor Kodad  | Lucie Paulová, Jonáš Paul, Jiří Vaněk a David Litvák     | 2. března 2015  | 0,980                |
| 102          | 16        | Krátký rozum, krátké nohy           | Libor Kodad  | Lucie Paulová, Jonáš Paul, René Decastelo a David Litvák | 4. března 2015  | 0,984                |
| 103          | 17        | Špatný den                          | Libor Kodad  | Lucie Paulová, Jonáš Paul, Jiří Vaněk a David Litvák     | 9. března 2015  | 0,939                |
| 104          | 18        | Klín klínem                         | Libor Kodad  | Lucie Paulová, Jonáš Paul, Rudolf Král a David Litvák    | 11. března 2015 | 1,054                |
| 105          | 19        | Sklepní tajemství                   | Libor Kodad  | Lucie Paulová, Jonáš Paul, René Decastelo a David Litvák | 16. března 2015 | 0,932                |
| 106          | 20        | Konec velké hry                     | Libor Kodad  | Lucie Paulová, Jonáš Paul, René Decastelo a David Litvák | 18. března 2015 | 1,168                |
| 107          | 21        | Lama, ta se má                      | Jana Rezková | Lucie Paulová, Jonáš Paul a David Litvák                 | 23. března 2015 | 0,986                |
| 108          | 22        | Pomoz si sám, nebo ti bude pomoženo | Jana Rezková | Lucie Paulová, Jonáš Paul, Jiří Vaněk a David Litvák     | 30. března 2015 | 0,954                |
| 109          | 23        | Poznej svého nepřítele              | Jana Rezková | Lucie Paulová, Jonáš Paul, René Decastelo a David Litvák | 6. dubna 2015   | 0,842                |
| 110          | 24        | Hořká medicína                      | Jana Rezková | Lucie Paulová, Jonáš Paul, Rudolf Král a David Litvák    | 13. dubna 2015  | 0,926                |
| 111          | 25        | Divadlo                             | Jana Rezková | Lucie Paulová, Jonáš Paul, René Decastelo a David Litvák | 20. dubna 2015  | 0,923                |
| 112          | 26        | Hra                                 | Jana Rezková | Lucie Paulová, Jonáš Paul, René Decastelo a David Litvák | 27. dubna 2015  | 0,893                |
| 113          | 27        | Houbeles                            | Libor Kodad  | Lucie Paulová, Jonáš Paul, Jiří Vaněk a David Litvák     | 4. května 2015  | 0,563                |
| 114          | 28        | V pasti a z pasti                   | Libor Kodad  | Lucie Paulová, Jonáš Paul, René Decastelo a David Litvák | 11. května 2015 | 0,863                |
| 115          | 29        | Boj s démony                        | Libor Kodad  | Lucie Paulová, Jonáš Paul, Rudolf Král a David Litvák    | 18. května 2015 | 0,912                |
| 116          | 30        | Dvojí agenda                        | Libor Kodad  | Lucie Paulová, Jonáš Paul, Jiří Vaněk a David Litvák     | 25. května 2015 | 0,906                |
| 117          | 31        | Protiklady, poklady, úklady         | Libor Kodad  | Lucie Paulová, Jonáš Paul, René Decastelo a David Litvák | 1. června 2015  | 0,783                |
| 118          | 32        | V pasti                             | Libor Kodad  | Lucie Paulová, Jonáš Paul a David Litvák                 | 8. června 2015  | 0,846                |
| 119          | 33        | Účel světí prostředky               | Jana Rezková | Lucie Paulová, Jonáš Paul, Rudolf Král a David Litvák    | 15. června 2015 | 0,787                |

### Pátá řada (2015–2016)
| Č. v seriálu | Č. v řadě | Název                         | Režie        | Scénář                                                   | Datum premiéry     | Sledovanost (v mil.) |
| ------------ | --------- | ----------------------------- | ------------ | -------------------------------------------------------- | ------------------ | -------------------- |
| 120          | 1         | Několikanásobné odhalení      | Jana Rezková | Lucie Paulová, Jonáš Paul, René Decastelo a David Litvák | 23. září 2015      | 0,735                |
| 121          | 2         | Hlupák váhá. Chytrák taky.    | Jana Rezková | Lucie Paulová, Jonáš Paul, Jiří Vaněk a David Litvák     | 30. září 2015      | 0,655                |
| 122          | 3         | Poslední trik                 | Jana Rezková | Lucie Paulová, Jonáš Paul, René Decastelo a David Litvák | 7. října 2015      | 0,636                |
| 123          | 4         | Opuštění Počátků              | Jana Rezková | Lucie Paulová, Jonáš Paul, Jiří Vaněk a David Litvák     | 14. října 2015     | 0,609                |
| 124          | 5         | V ohrožení                    | Jana Rezková | Lucie Paulová, Jonáš Paul a David Litvák                 | 21. října 2015     | 0,615                |
| 125          | 6         | Stará vojna (Stará válka)     | Libor Kodad  | Lucie Paulová, Jonáš Paul a David Litvák                 | 28. října 2015     | 0,560                |
| 126          | 7         | Víc než lékař                 | Libor Kodad  | Lucie Paulová, Jonáš Paul, Rudolf Král a David Litvák    | 4. listopadu 2015  | 0,641                |
| 127          | 8         | Sbalit jde každý              | Libor Kodad  | Lucie Paulová, Jonáš Paul, René Decastelo a David Litvák | 11. listopadu 2015 | 0,617                |
| 128          | 9         | Mord sec hadry                | Libor Kodad  | Lucie Paulová, Jonáš Paul, Jiří Vaněk a David Litvák     | 18. listopadu 2015 | 0,585                |
| 129          | 10        | Ženy, které ovládají muže     | Libor Kodad  | Lucie Paulová, Jonáš Paul, René Decastelo a David Litvák | 25. listopadu 2015 | 0,653                |
| 130          | 11        | Plány, z kterých sešlo        | Libor Kodad  | Lucie Paulová, Jonáš Paul, Jiří Vaněk a David Litvák     | 2. prosince 2015   | 0,638                |
| 131          | 12        | Velikonoční nadělení          | Jana Rezková | Lucie Paulová, Jonáš Paul, René Decastelo a David Litvák | 9. prosince 2015   | 0,615                |
| 132          | 13        | Ženy osudové, osudné a soudné | Jana Rezková | Lucie Paulová, Jonáš Paul, Jiří Vaněk a David Litvák     | 16. prosince 2015  | 0,711                |
| 133          | 14        | V koncích                     | Jana Rezková | Lucie Paulová, Jonáš Paul, René Decastelo a David Litvák | 4. ledna 2016      | 0,552                |
| 134          | 15        | Iluze není omyl               | Jana Rezková | Lucie Paulová, Jonáš Paul, Jiří Vaněk a David Litvák     | 4. ledna 2016      | 0,726                |
| 135          | 16        | Pravda nezná bratra           | Jana Rezková | Lucie Paulová, Jonáš Paul, René Decastelo a David Litvák | 11. ledna 2016     | 0,536                |
| 136          | 17        | Útěk                          | Jana Rezková | Lucie Paulová, Jonáš Paul a David Litvák                 | 11. ledna 2016     | 0,439                |